# 麻坡
麻坡市，別稱香妃城（Bandar Maharani）、皇城（Bandar Diraja）位于柔佛州西北部的麻坡河河口。麻坡的城市名由来，源自马来语中的“Muara”，意指“河口”。在 2020 年人口普查中，麻坡的人口为314,776人，使其成為柔佛第3大人口城市。
麻坡是馬來西亞最古老的城市，其歷史比馬六甲更悠久，可追溯至滿者伯夷時代。麻坡自扶南國（公元240-627年）時代起，就因其城边的麻河最上游近臨彭亨河以及下游面向馬六甲海峽而使其成為古代商人從南中國海通往馬六甲海峽的出口，並成為貿易港口。麻坡早在公元前已有部落聚居，自公元8世纪起先後被室利佛逝（公元775年-1006），滿者伯夷，馬六甲蘇丹國，葡萄牙王國，亞齊蘇丹國，荷蘭王國，英國，日本佔領。葡萄牙殖民時代，葡萄牙政府在此设立了前哨站，建筑了麻坡古堡（Fortaleza De Muar）來抵禦荷蘭人和南部的亞齊人侵襲。在英殖民時代，麻坡和新山被稱為「雙城」，是當時柔佛最大的城市及政治、经济、文化、教育中心。蘇丹阿布峇卡時代之後，麻坡仍是柔佛最重要的產業都市，人口數長年位居柔佛第一，直至1970年後被新山取代。
麻坡作为马来政治的发源地，孕育了多位國家達官顯要。自柔佛州在1886年实施州务大臣制度以来，12任州務大臣裡有8任大臣是来自麻坡，第7任大臣之前，则是以世袭为主。除此之外，麻坡诞生过馬來西亞首相、马来西亚副首相、聯邦部長、柔佛州議會議長、馬來西亞国会上议院主席、馬來西亞国会下议院议长、王宮總管、馬來西亞總檢察長、馬來西亞國家銀行總裁、馬來西亞衛生總監、經濟學家、媒體集團主席、報館總編輯、演藝界名人、電影製作人、馬來詩人。
今日的麻坡被兩任蘇丹賜封為“香妃城”和“王城”，即1887年8月12日蘇丹阿布峇卡賜封麻坡为“香妃城”與2012年2月5日蘇丹依布拉欣賜封麻坡為“王城”。

## 历史

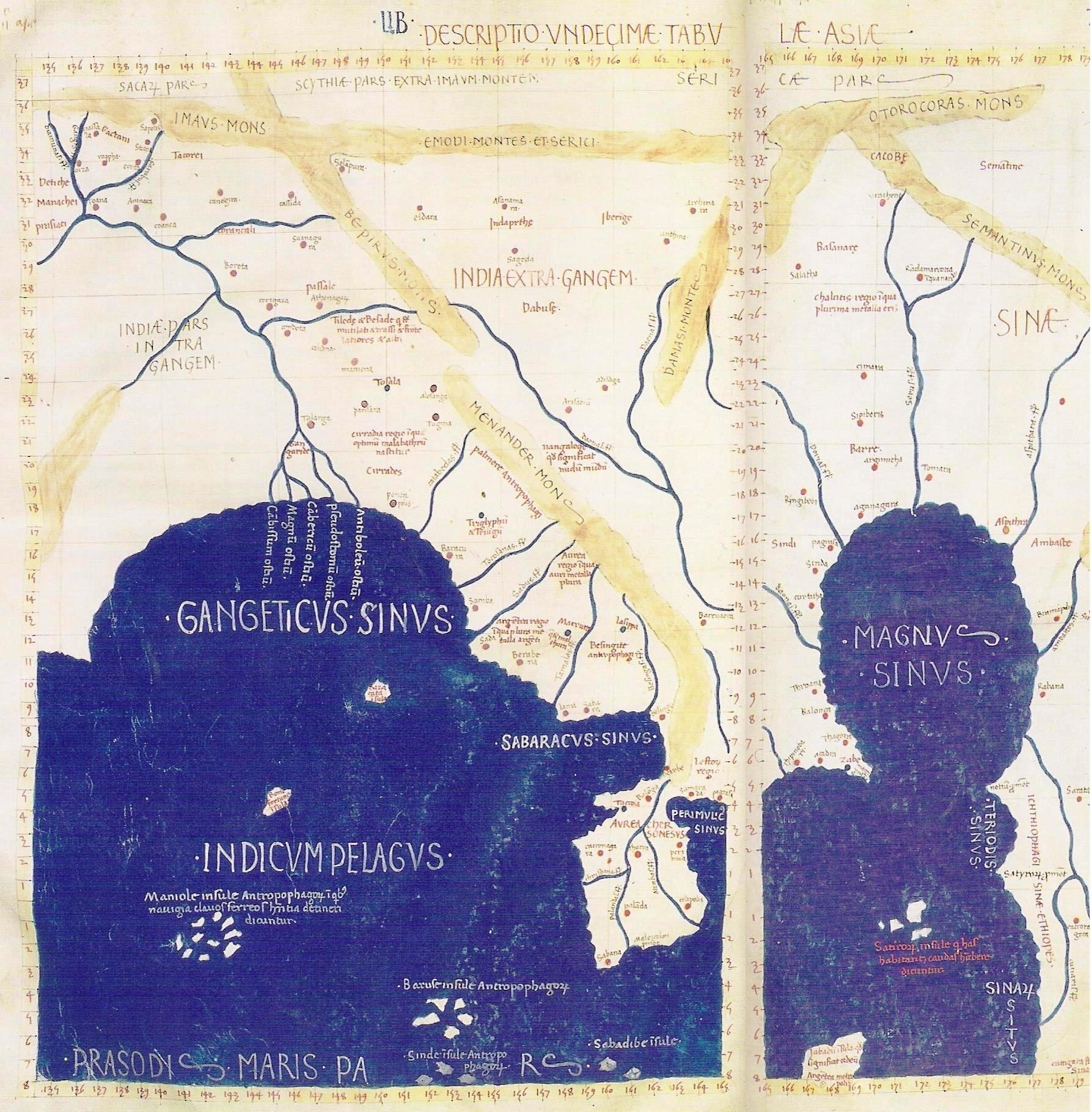
古地圖中的馬來半島

### 早期歷史
埃及天文學家克劳狄乌斯·托勒密于公元一世紀希腊文明时期在製作世界地圖的時侯，把现今的馬來半島命名為黃金半島。地圖裡馬來半島上有條由北向南的河流，其中由東向西的分流为現今的麻河。
在森美蘭州仁保縣的馬口鎮，麻河的上游緊臨著馬來半島上由西向東流的大河——彭亨河的二級支流斯汀河（Sungai Serting）上游。古代商人們由馬六甲海峽途徑麻河流域、馬口、彭亨河流域前往南中國海的西海岸。此通道被後人稱作“彭麻古商道”。1963年，麻坡人在麻坡班卒河边附近挖土，無意間挖掘出1千860年前的越南东山古钟。目前古钟已被收藏在馬來西亞國家博物館。。
公元689年，位於印尼巨港的室利佛逝王國崛起。775年，室利佛逝出兵強佔麻坡及馬來半島多個西海岸城市。馬六甲海峽因此被室利佛逝佔領了接近兩百五十年（775-1006年）。直至後期取代室利佛逝的滿者伯夷王國，麻坡也是該王朝在馬來半島的據點之一。
麻坡見證著馬來半島最輝煌的年代即馬六甲王朝的興起及滅亡。馬六甲王朝開國皇帝拜里米蘇拉在還沒到馬六甲立國時，曾在麻坡的哥打布洛（Kota Buruk）建造一座小城，并作为该处的统治者。在馬六甲王朝，歷代皇室人員視麻坡為一處皇家重地。位於麻坡市區東北處的老港（Kampung Raja）就有著馬六甲第七任蘇丹阿拉烏丁利亞沙的皇陵。。

### 歐洲人入侵
當馬六甲因葡萄牙入侵而淪陷後，蘇丹馬末沙退守麻坡巴莪等待時機反攻馬六甲。當時蘇丹馬末沙在麻坡文打煙建起了防禦木堡壘“文打煙堡”防禦葡萄牙的進攻。1511年尾在葡萄牙的猛烈進攻下，蘇丹馬末沙被迫沿色丁河撤退至彭亨州。到了1512年才在汉纳汀（Hang Nadim）海軍司令的幫助下奪回麻坡。接著，蘇丹馬末沙又在1512、1519和1520年分別與葡萄牙發生了幾場戰爭，史稱“麻坡－巴莪之戰”（Perang Muar-Pagor）。但最後都被葡萄牙精銳部隊和來自葡屬印度的援軍趕到而失敗。麻坡因此再次回到葡萄牙的手上。而蘇丹馬末沙撤退至賓丹島（Bentan），於1528年在今印尼的甘巴（Kampar）駕崩。蘇丹馬末沙逝世後，其三子阿拉烏丁二世繼承王位，在1530年返回柔佛建立蘇丹政權，繼續展開復國戰爭。
葡萄牙佔領時期，葡萄牙人在文打煙的同一戰略要地建造了一座名為Fortaleza de Muar的堡壘，以保護麻坡免受荷蘭人和亞齊人的襲擊。此古堡後來在亞齊蘇丹國佔領麻坡時被摧毀。
到了荷蘭時代，柔佛王朝因為與荷蘭政府的關係良好，讓柔佛政權可以在一連串與葡萄牙的戰爭傷害中得到喘息。柔佛王朝開始大肆發展。但是好景不長，1782年荷蘭因為越界收取稅務激怒了當時的柔佛苏丹拉惹哈芝（Raja Haji）。以致拉惹哈芝以麻坡為基地進攻了馬六甲的荷蘭政權，但是最終還是失敗了，拉惹哈芝戰死，其部下也相續退守至廖內。
麻坡也是柔佛天猛公王朝統一柔佛最後的城市。1855年，柔佛宰相王朝的版圖經過一次談判後大幅縮小至只剩下麻坡。事情源自於蘇丹阿里（蘇丹胡先的繼任者）與勢力龐大的新加坡英國人簽署條約，同意將麻坡以外的柔佛統治權拱手交予英國政府支持的天猛公阿都拉曼之子達因依布拉欣（Daeng Ibrahim），而柔佛蘇丹阿里本身的統治僅限於麻坡地區。1866年，達因依布拉欣之子蘇丹阿布·巴卡正式登基為柔佛天猛公王朝第一任蘇丹，並於1877年蘇丹阿里駕崩後收回麻坡的統治權。麻坡才正式加入天猛公王朝。“統一”後，柔佛蘇丹阿布·巴卡於1885年正式大興土木的發展麻坡，現今的市區面貌也在當時有了雛形。也因為柔佛蘇丹的港主制度，大量的華人從中國南來麻坡開始討生活。
早期華人多從事甘密及胡椒種植，港主制因甘密种植的发达而产生，麻坡市也因种植甘蜜而崛起。坐落在麻河畔的麻坡市，是由港主林东连所开辟的。那时华人在麻坡经济的开拓扮演着举足轻重的角色。除了甘密，其他商业也因此渐渐发达，河岸也林立了许多商店，其中一些街道也有其特产，比如海产街、面线街、打瓷街等等。1887年8月12日，柔佛蘇丹阿布峇卡帶著苏丹后法蒂玛（Sultanah Fatimah）乘搭著名為Pantie的船來到了麻坡，在儀式上，蘇丹命麻坡市區為香妃城以紀念當時的蘇丹后法蒂瑪。

### 20世紀迄今

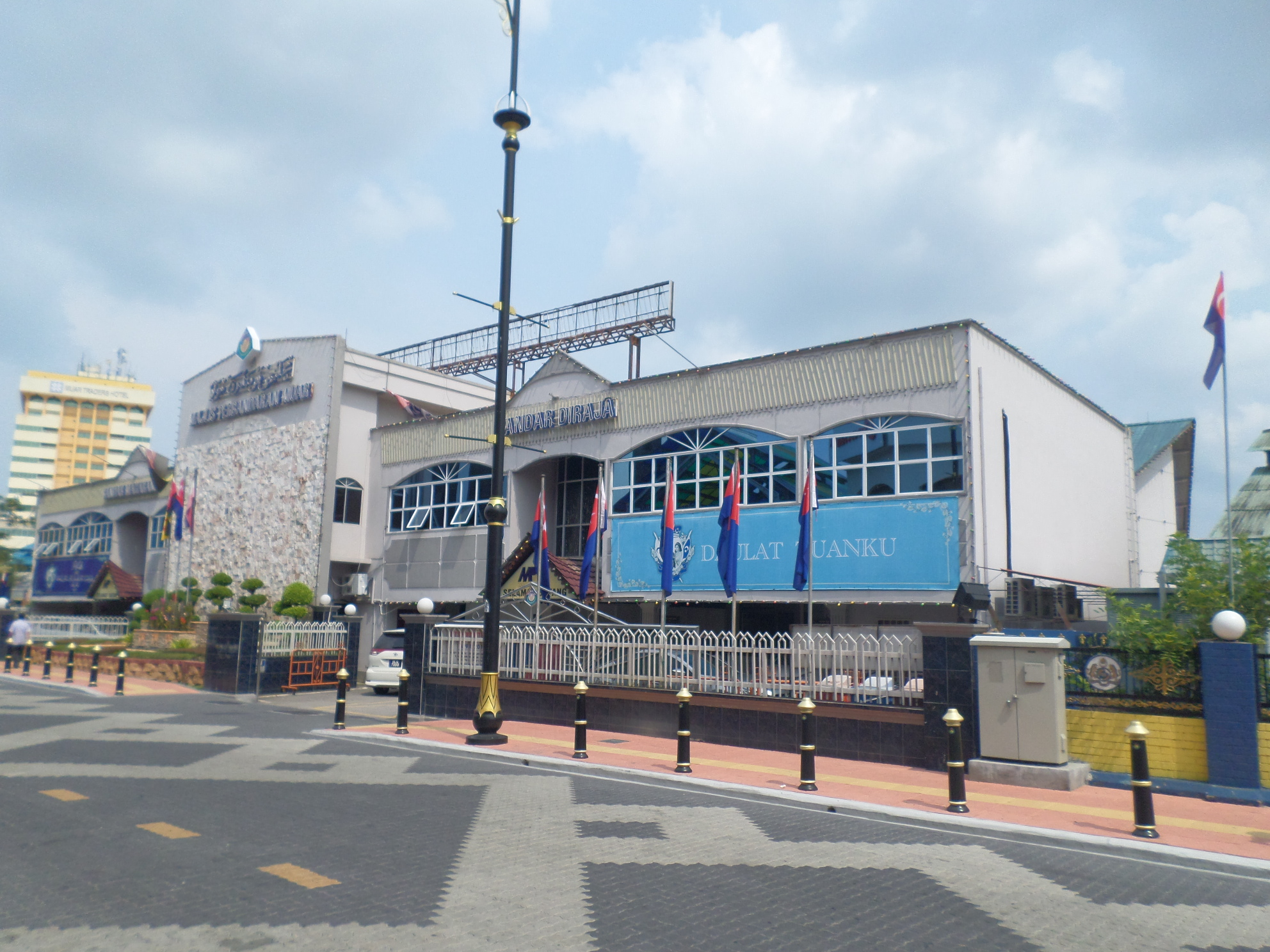
麻坡市议会

到了第二次世界大戰時期，日本因七七盧溝橋事件開始侵犯中國。麻坡華社當時也不落人後，大量的捐出物質及錢財幫助中國對抗日軍的入侵。捐款的數量驚人以致麻坡成為籌募救國基金的模範區。麻坡華社的救國精神，終於激怒了日軍，以致日本在佔領麻坡時，屠殺了眾多的華社領袖。
20世紀初的麻坡無論在人口、經濟、文化、工業上的地位都是排在柔佛第一。早期有許多名人到訪過麻坡，如中華民國國父孫中山於1905年6月、1906年7月和1908年7月三度到訪麻坡。1913年諾貝爾文學獎得獎人兼亞洲首位諾貝爾獎得獎人，印度詩聖泰戈爾於1927年7月28日蒞臨麻坡。
麻坡有许多二战前建筑物，如麻坡漳泉公会现址、政府大厦、麻坡市议会大厦、关税大厦（前身为火车站）、麻法庭、南亭寺（善才爷庙）、麻坡高级中学以及许多旧店屋。开埠以来，麻坡曾经历两次大浩劫：一次是1914年，麻市大部分店屋被大火吞噬；另一次二战时日军在这里展开的大屠杀，使许多人流离失所。
2012年，柔佛現任蘇丹依布拉欣·依斯邁冊封麻坡為“皇城”。蘇丹也經常來訪麻坡，甚至舉辦過多項皇室慶典，如開齋節開放門戶，華誕慶典。這是麻坡繼十九世紀被封為“香妃城”後獲得的第二個皇家稱號。麻坡目前的稱號為“香妃皇城”。

## 人口
根據2020年馬來西亞人口普查，麻坡市议会辖区下共有314,776人，其中包括巫裔在内的土著为174,423人，华裔为100,430人，印裔为5,452人，其他族群为651人，以及非公民33,820人。
| 2020年麻坡族群比例 | 2020年麻坡族群比例 | 2020年麻坡族群比例 | 2020年麻坡族群比例 | 2020年麻坡族群比例 |
| ------------------ | ------------------ | ------------------ | ------------------ | ------------------ |
| 族群 / 国籍        | 族群 / 国籍        |                    | 百分比             | 百分比             |
| 马来人             | 马来人             |                    | 54.97%             | 54.97%             |
| 其它土著           | 其它土著           |                    | 0.44%              | 0.44%              |
| 华人               | 华人               |                    | 31.91%             | 31.91%             |
| 印度人             | 印度人             |                    | 1.73%              | 1.73%              |
| 其他               | 其他               |                    | 0.21%              | 0.21%              |
| 非马来西亚公民     | 非马来西亚公民     |                    | 10.74%             | 10.74%             |

| 族群               | 2020   | 2020    |
| 族群               | 人口   | 百分比  |
| ------------------ | ------ | ------- |
| 马来人             | 173026 | 54.97%  |
| 其他土著           | 1397   | 0.44%   |
| 华人               | 100430 | 31.91%  |
| 印度人             | 5452   | 1.73%   |
| 其他               | 651    | 0.21%   |
| 马来西亚公民总数   | 280956 | 89.26%  |
| 非马来西亚公民总数 | 33820  | 10.74%  |
| 总数               | 314776 | 100.00% |

### 语言
因受鄰國新加坡的講華語運動影響，麻坡华人年轻一代多数使用福建话和华语沟通，懂得講方言的只剩下戰前一代。马来人与印裔则使用各自语言：马来语、淡米尔語和旁遮普語，还有少许使用英文者。

### 宗教与文化
麻坡华人多数信仰佛教或道教，也有少些基督新教与天主教信徒。马来人信奉伊斯蘭教，印裔淡米爾人信奉印度教、基督教和天主教，印裔旁遮普人信奉錫克教。
麻坡文教团体林立，宗乡会馆也不少。其中有福建会馆、永春会馆、潮州会馆、广东会馆、廣西會館、客家公會、雷州會館等。麻坡关圣宫龙狮团连夺二十次世界醒狮赛冠军。而麻坡舞龙公会（前称野野街小龙队）及中华国术进社舞龙队也颇有名气。

## 交通與公共設施
除了聯邦大道五號公路貫穿麻坡市中心，麻坡皆可經馬來半島西海岸高速公路南北大道的東甲（235出口）、武吉甘蜜（236出口）和巴莪（238出口）抵達。
橫跨麻河的蘇丹依斯邁大橋是麻坡的重要地標，麻橋始建於1962年，1967年4月15日正式通車。新的麻坡第二大橋連接北部的巴力文莪、南部的山芭湖和全長13.1公里的麻坡環市公路，於2005年10月28日正式通車。這座大橋是麻坡最新的地標。
麻坡还有一个渡轮码头，可由此搭船前往印尼。。
在1889至1925年，麻坡曾经有一列火车川行苏来曼路和巴冬，后来更衔接双溪峇廊和双溪蒲莱，铁道全长22.5公里。也因此现今的苏来曼路又长又直，又被称为火城路。
现今麻坡市有六条主要街道：大马路（海乾街）、二马路、三马路、四马路、五马路以及六马路、这六条马路是由战前建筑物组成，道路四四方方似九宫格般非常整齐。如从马来西亚南北部欲往麻坡，可通过南北大道进入东甲或巴莪。除此之外，从北可通过马六甲市经联邦道路进入麻坡，途经麻坡大桥。从南部则可从永平或峇株巴辖市前往。
麻坡设有一座文打烟巴士总站，提供长途巴士和城际巴士服务，来往马六甲市、昔加末（65号Northwest）等地

麻坡是早期柔佛最為重要的貿易與行政都市，為當時的殖民地地主英國人和舊柔佛王朝作出了貢獻，也塑造了該鎮的景觀。
黄金丹绒（Tanjung Emas）靠近海边与麻河间，是市区内的主要公园。可以步行到猴子园而前方有儿童游戏设施与运动设施。。
麻市有两座巴刹，大巴刹位于大马路，另一个则在四马路。。

## 经济

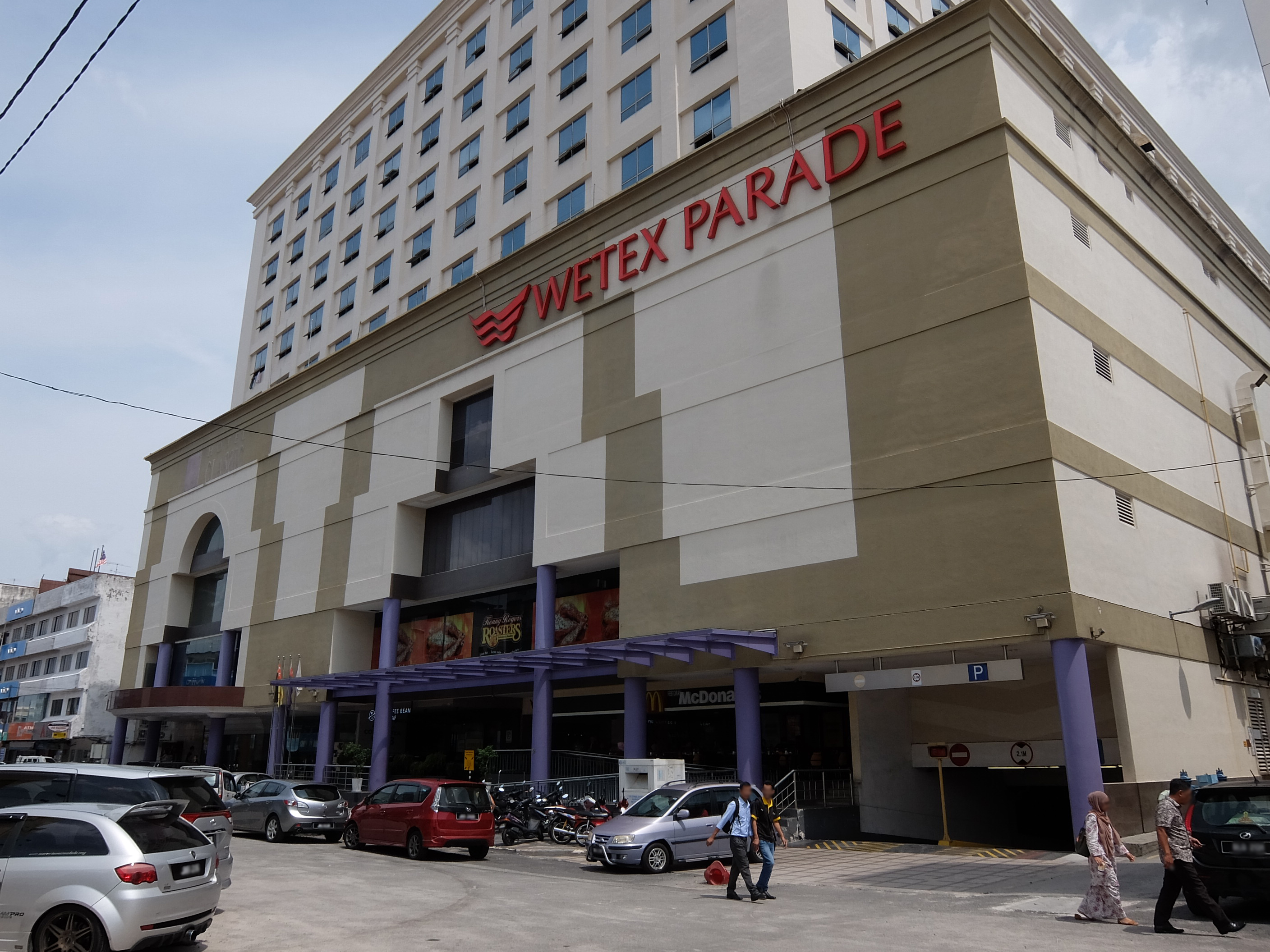
威德百利广场

### 经济中心
- 麻坡贸易中心（Muar Trade Centre，于2006年成立，该中心内有小食店，银行，旅馆等。[來源請求]

### 购物中心
- 威德百利广场——里面有环球购物中心，还有许多小型商店、小贩中心、游戏中心及一间麦当劳。
- ASTAKA购物中心——座落在麻坡大巴刹楼上,一所中型百货。
- 麻坡宜康省——于2006年9月开幕，座落于Jalan Haji Jaib。
- 同发超值市场（TF Value-Mart）——于2015年开幕，是市内最大的市场。
- 峇吉里宜康省- 於2018年六月位於峇吉里路開幕
- Riveria NSK霸级市场 - 位于巨人麻坡旧址，是一个批发超市
- Lotus's 麻坡店 - 位于Gemilang Bakri商业中心的Jalan Gemilang Bakri 1号，邮编84200。营业时间为每日早上8点至晚上10点。

### 外资工厂
- ST Microelectronics[來源請求]
- Pioneer[來源請求]

## 美食

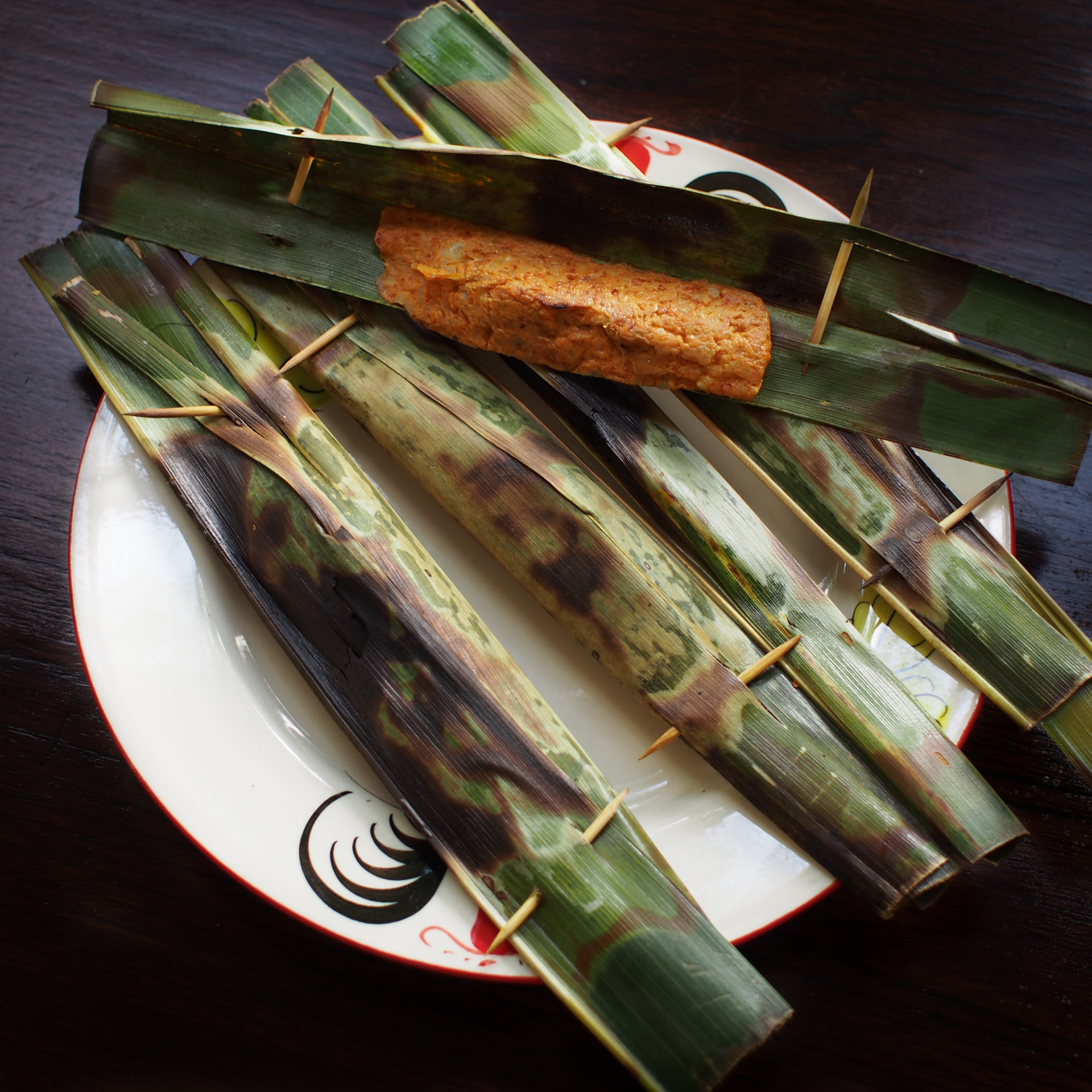
乌打

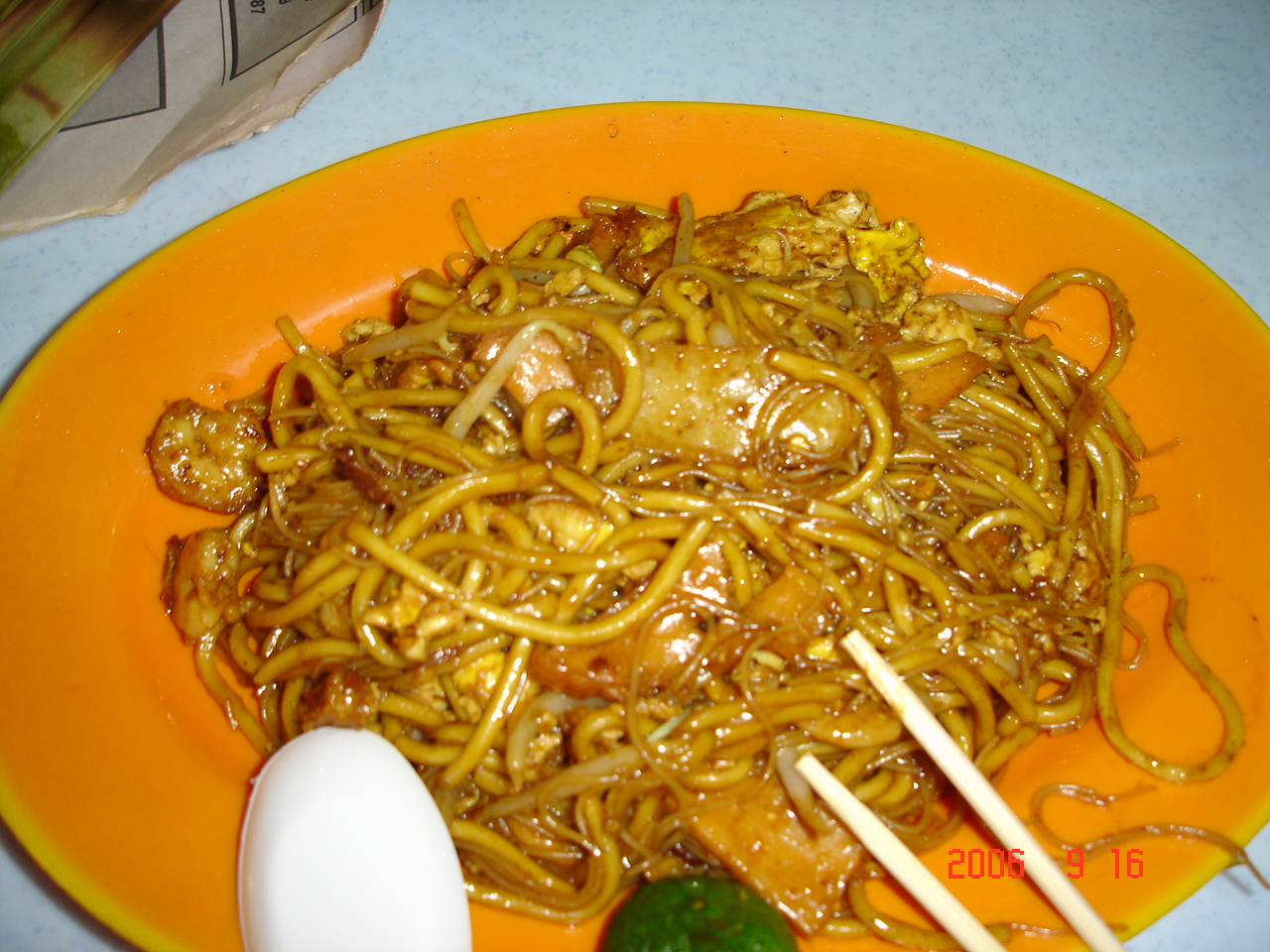
炒虾面

麻坡四马路也被称为「贪食街」，是麻坡历史性的饮食街道。那里有乌打、沙爹、蚝煎、卤鸭、五香和许多的道地美食和糕点。另一个著名小饭中心是文打烟小贩中心，同样可找到以上美食。
麻坡著名美食包括：
- 肉骨茶
- 油条
- 乌打
- 蚝煎
- 烧鱼
- 海南鸡饭球
- 沙爹
- 虾面：麻坡的虾面有别于马来西亚其它地方，虾面是炒的。其它地方除非有特别注明是炒虾面，一般都是汤的。
- 老李鱼丸面（老李面薄）
- 源珍香肉干
- 荣成饼家
- 芳盛面包西菓
- 马来西亚菜：由于多元种族关系，麻坡也不乏异族美食，如爪哇面（Mee Rebus）、饭团 Lontong、椰浆饭等等
- 烧肉饭
- 亚叁鱼
- 虾面
- mee siput
- 擂茶

## 旅游景点

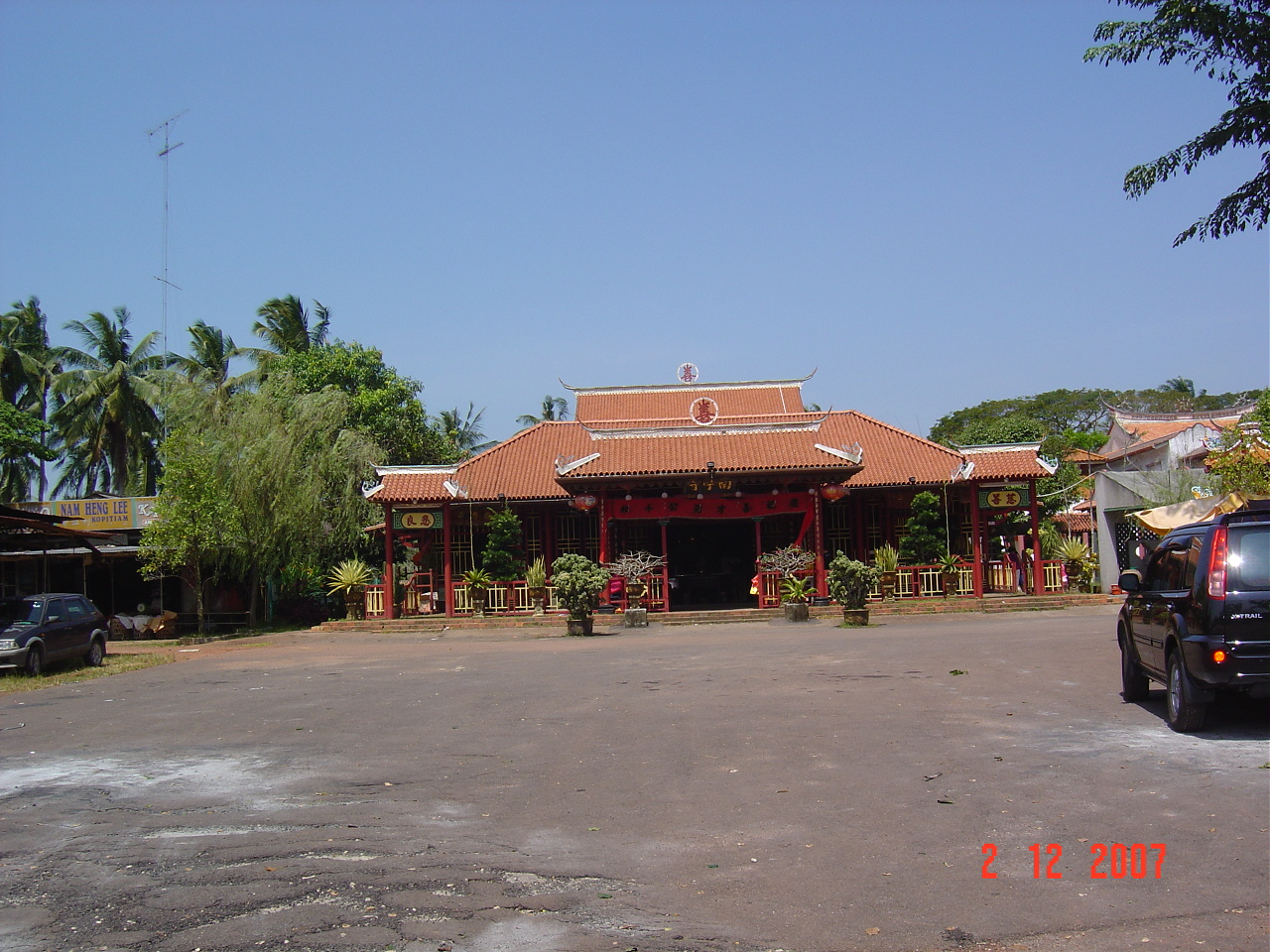
南亭寺

- 黄金丹绒——位于麻河边，环境优美。周末有许多人在此垂釣，是休闲好去处。在此可乘船游览麻河美景，一睹麻市风采。
- 苏丹阿拉丁坟墓——坐落于巴莪，是马六甲皇朝苏丹的坟墓。
- 壁画 -- 位于麻坡市区，最有名的壁画就是“两姐妹”的壁画。
- 东湖侏罗纪花园 -- 免费景点，是亲子游的首选，可以来这里和恐龙拍拍照。

## 教育
麻坡有完善的教育体系，居民可在此完成从小学直到中学的学业。以下是一些学校：

### 小学
麻坡是华人人口聚集的城市，因此有多间华文小学。这些华小扮演重要的角色，栽培华社的更具有素质的华人学子。以下是一些华文小学：
- 辅南小学（峇吉里吧口新村）
- 中化一小A校 和 中化一小B 校
- 中化二小 A和B 校
- 中化三小
- 中华基小
- 善才小学
- 育英小学
- 二南内育英小学
- 培养小学
- 启新小学
- 培华小学
- 爱华小学(班卒)
- 训蒙小学（芭莪）
- 育侨小学
- 岭章小学
- 训正小学
- 培才小学
- 醒华小学
- 育人小学(麻坡武吉巴西)
- 岭嘉小学
- 真光华育小学（巴冬）
- 勤德小学（峇吉里）

### 中学

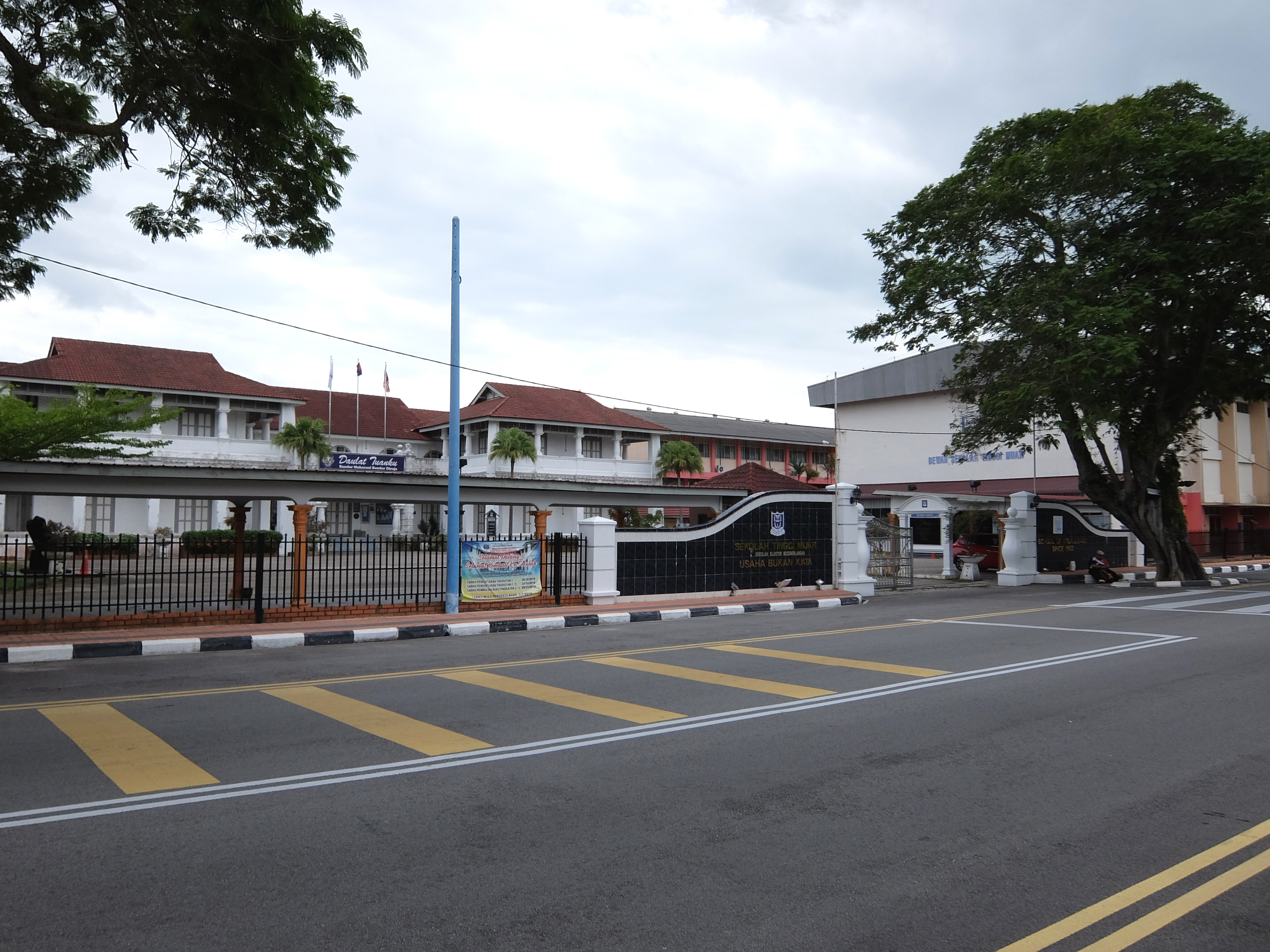
麻坡高级中学

- 中化中学（Chung Hwa High School）
- 麻坡高级中学（Muar High School）
- 麻坡康文女中（SMK Convent Muar）
- 苏丹阿布峇卡女中（SMK(P) Sultan Abu Bakar）
- 巴口敦依斯迈国中（SMK Tun Dr Ismail,Bukit Bakri）
- 巴莪沙惜国中（SMK Sultan Alauddin Riayat Shah 1, Pagoh）
- 圣安德烈国中（SMK St. Andrew）
- 拿督斯里阿玛国中（SMK Dato'Sri Amar Diraja）
- 敦苏莱曼尼南沙国中（仲尼路国中）（SMK Tun Sulaiman Ninam Shah）
- 斯里麻国中（SMK Sri Muar）
- 东姑马哥打国中（SMK Tengku Mahkota）
- 新加望国中（SMK Sungai Abong）
- 马哈拉尼国中（SMK Bandar Maharani）
- 敦霹雳国中（SMK Tun Perak）

## 收视覆盖率
鉴于麻坡地理的优势，能够收看得到鄰国印尼和新加坡的电视台，但无法收听得到电台。
印尼和新加坡的电视台在日间的收视率极差 ; 而夜间，因电波反射的缘故，收视率有部分清澈。若在无云的夜间下，收视画面可达零干扰。

### 中英电台
- 以下为本地较多人收听的电台

| 电台名称   | 电台频率  | 官方网站                   | 详情         |
| ---------- | --------- | -------------------------- | ------------ |
| One FM     | 88.1 MHz  | 网址（页面存档备份，存于） | 本地首要媒体 |
| 988 FM     | 98.2 MHz  | 网址（页面存档备份，存于） | 本地新报集团 |
| Ai FM/爱FM | 100.4 MHz | 网址（页面存档备份，存于） | 本地国营     |
| MY FM      | 106.4 MHz | 网址（页面存档备份，存于） | 本地 Astro   |
| Melody FM  | 107.3 MHz | 网址                       | 本地 Astro   |

| 电台名称 | 电台频率 | 官方网站                    | 所属国家/集团 |
| -------- | -------- | --------------------------- | ------------- |
| Hitz.FM  | 93.0 MHz | 网址                        | 本地 Astro    |
| Fly FM   | 94.0 MHz | 网址 （页面存档备份，存于） | 本地首要媒体  |
| Mix FM   | 91.1 MHz | 网址 （页面存档备份，存于） | 本地 Astro    |
| Lite FM  | 92.2 MHz | 网址                        | 本地 Astro    |

### 电视台
- 以下频率只限在麻坡市区, 其他视地区而定

| 电视名称               | 电视频率   | 官方网站                    | 详情                |
| ---------------------- | ---------- | --------------------------- | ------------------- |
| TV1                    | 182.25 MHz | 网址 （页面存档备份，存于） | 国语/本地国营       |
| TV2                    | 189.30 MHz | 网址（页面存档备份，存于）  | 国,华,印语/本地国营 |
| TV3                    | 100.4 MHz  | 网址                        | 国语/本地首要媒体   |
| 8TV八度空间            | 224.35 MHz | 网址 （页面存档备份，存于） | 华语/本地首要媒体   |
| 5频道/Ch5              | 687.40 MHz | 网址                        | 英语/新加坡新传媒   |
| Okto                   | 000 MHz    | 网址                        | 英语/新加坡新传媒   |
| NTV7                   | 000 MHz    | 网址 （页面存档备份，存于） | 华语/本地首要媒体   |
| 8频道/Ch8              | 000 MHz    | 网址                        | 华语/新加坡新传媒   |
| TV9                    | 000 MHz    | 网址 （页面存档备份，存于） | 国语/本地首要媒体   |
| 亚洲新闻台/Ch NewsAsia | 000 MHz    | 网址（页面存档备份，存于）  | 新加坡新传媒        |
| SCTV                   | 000 MHz    | 网址 （页面存档备份，存于） | 印尼语/印尼 SCTV    |

## 著名人物

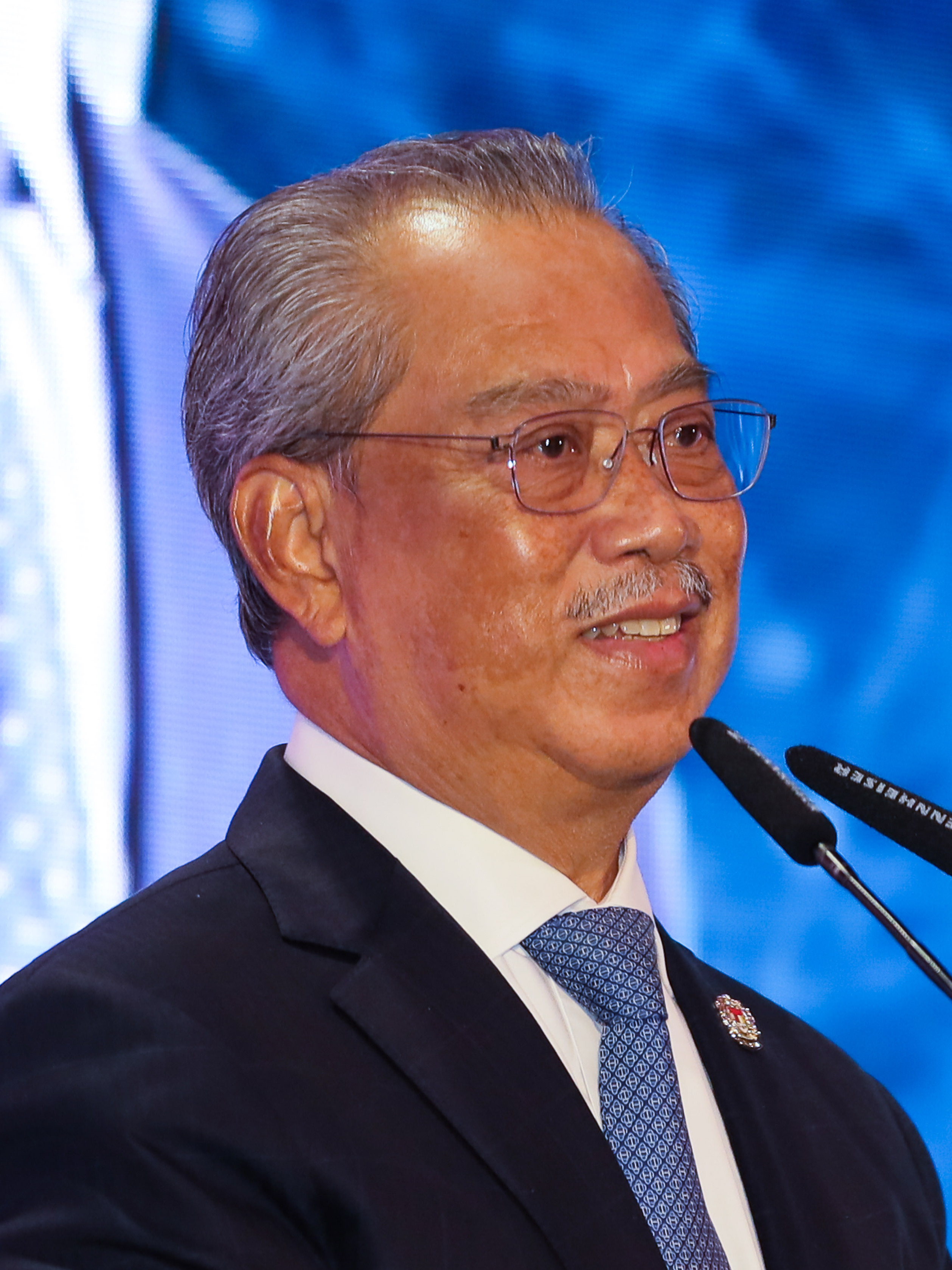
马来西亚第8任首相慕尤丁

- 拿督赛阿都卡迪尔－第8任柔佛州务大臣（1952/02/20 - 1955/06/05）
- 拿督旺依德利斯－第9任柔佛州务大臣（1955/10/01 - 1959/06/16）
- 丹斯里哈山·尤诺斯－第10任柔佛州务大臣（1959/06/27 - 1967/01/31）
- 丹斯里奥斯曼·沙阿－第11任柔佛州务大臣（1967/02/01 - 1982/04/29）
- 丹斯里慕尤丁－第13任柔佛州务大臣（1986/08/12  - 1995/05/03）、第10任马来西亚副首相（2009/04/10 - 2015/07/28）、第8任马来西亚首相（2020/03/01 -至2021/08/16）马来西亚看守首相（2021/8/16-2021/8/21）
- 拿督斯里卡立诺丁－第15任柔佛州务大臣（2013/05/08  - 2018/05/02）
- 拿督沙鲁丁嘉马－第17任柔佛州务大臣（2019/04/14  - 2020/02/25）
- 苏海占－柔佛州议会议长（2018/06/28  - 现在）
- 拿督阿都拉曼·耶欣－首任马来西亚上议院主席
- 敦拉哈诺亚－敦阿都拉萨首相之妻、纳吉首相的母亲、莫哈末诺之女。
- 丹斯里嘉化·胡先－第4任马来西亚国家银行总裁(1986/06/01 - 1994/05/31)
- 拿督阿里·阿都卡迪－第2任马来西亚证券委员会主席（1999/03/01 - 2004/02/29）
- 丹斯里阿都卡迪·尤索夫－第3任马来西亚总检察长（1963/01/01 - 1977/08/07），也是首名擔任該公職的馬來西亞人。第1任及第2任皆是英殖民政府委任的白人。
- 敦阿旺·哈山－第5任槟城州元首
- 阿布峇卡·尤苏莱曼（英语：Abu Bakar Suleiman）－前马来西亚卫生总监（1991 - 2001）
- 敦苏莱曼尼南沙－前国会上议院副议长、巫统大会主席(1978-2003)
- 丹斯里拿督阿都嘉里尔·哈山－首任国家伊斯兰事务委员会主席（1970 - 1990）
- 拿督巴鲁希山－马来西亚伊斯兰阵线（BERJASA）主席
- 丹斯里拿督安华·阿都马力－巫统四位创始人之一
- 林文清－澳洲西澳坦尼（Tangney）國會議員
- 拿督梁维泮－前马来西亚房屋及地方政府部长，前马华代总会长，前马华副总会长
- 拿督蔡锐明－前马来西亚卫生部长，前马华副总会长，前人民公正党副主席
- 李万千 — 前左翼政治人物、华教斗士
- 陳大錦 — 前董總主席、柔佛華校董教聯合會主席
- 敦法蒂玛·哈欣医生－前马来西亚社会福利部部长、新闻及广播部部长、前巫统妇女组主席，亦是马来西亚首位女性部长
- 雅丝敏·阿末－着名马来导演、编剧
- 末冼都－20世纪70年代至90年代着名马来艺人、导演、製作人，马来西亚首位长片动画师
- 郭清江 (Kuik Cheng Kang) — 《星洲日报》总编辑
- 许国伟 (Koh Kok Wee) — 《南洋商报》新闻编辑，前988电台主持人，时事评论员
- 丹斯里佐汉嘉化－前《马来前锋报》总编辑，前国家语文出版局主席，首要媒体集团主席，新海峡时报董事
- 拿督哈山·阿末－前国家语文出版局主席，前全国写作人协会主席，前马来西亚常驻联合国教科文组织大使
- 陳瑋敏 (Tan Wee Meng) — 美國太空總署（NASA）副首席技術專員
- 陳立武 (Tan Lip Bu) — 英特爾首席執行員，芯片创投之父，华登国际创始人兼董事长，益华电脑（Cadence）执行长，惠普，施耐德电机和软银集团的董事
- 拿督斯里郑水兴 (Tee Sw Heng) — 着名房地产投资顾问，专栏作家，《新海峡时报产业》周刊编辑，《大马房地产》杂志出版人
- 拿督蔡兆源 (Chua Tia Guan) — 着名税务专家，前首相署利商特工队（PEMUDAH）资深委员，宏愿理财机构税务与财务谘询总监，马来西亚和新加坡汉堡王(Burger King)的拥有者
- 丹斯里陳坤海 (Tan Khoon Hai) — 檳城華人大會堂主席
- 拿督馬金龍 (Beh Kim Ling) — 威铖国际集团 (V.S.Industry) (股票：6963) 創辦人
- 丹斯里林金煌 (Lim Kim Hong) — I-公司 (I-Berhad) (股票：4251) 創辦人
- 刘广文 — 南洋华侨领袖
- 丹斯里劉團源 (Lau Tuang Nguang) — 龍合控股 (Leong Hup) (股票：6633)  聯合創辦人，其他創辦人包括其兄弟劉春源、劉文源、劉正源、劉應源
- 蔡利勝 (Chua Lee Seng) — 利興控股 (Lii Hen) (股票：7089) 創辦人
- 拿督蔡永佳 (Chua Eng Ka) — 麻坡萬利 (Muar Ban Lee) (股票：5152) 創辦人
- 蔡大孫 (Chua Tuah Soon) — 麻坡港主甲必丹，1884年，受到柔佛州苏丹阿布峇卡的委托，发展麻坡的经济活动和掌管一切華人事務
- 鲍一凡 — 马来西亚着名风水师
- 张钟霖 — 马来西亚广播电视台TV2华语新闻主播
- 刘湘灵 — 八度空间华语新闻主播
- 庄文杰 (Chong Boon Keat) — AstroAEC频道华语新闻主播
- 叶诗妮 (Yap Xi Ni) — 马新社电视华语新闻主播
- 蔡沁凯 (Chua Qin Kai) — 新传媒8频道《狮城有约》主播
- 黄明志 (Wee Meng Chee) －歌手，音乐人，导演，制作人
- 娜娜·马哈赞 — XFM电台主持人，电视节目主持人，演员，歌手
- 叶锦福 (Yap Kim Hock) －前国家羽球队队员，与谢顺吉搭档，多次获得国际羽球赛事的冠、亚军，包括1996年为马来西亚夺下奥运史上的首枚银牌
- 蔡佩璇－马来西亚电视艺人
- 凌霄－资深歌手、演员，已移民新加坡
- 陈美光－已故资深歌手、演员，早年移居新加坡
- 何蔚庭－旅居台湾的着名电影导演，2005年凭短片《呼吸》夺得坎城影展国际影评人周两个奖，及凭长片《台北星期天》夺得2010年金马奖最佳新导演
- 范俊福－已故唱片制作人、词曲作者，是马来西亚首位将本地福建歌曲创作和歌手带往台湾发片的音乐人
- 颜慧萍－2011年Astro新秀大赛获得冠军，第一届华人星光大道第五名。
- 努·伊祖丁·穆罕默德·侞薩尼 - 馬來西亞男子羽毛球運動員。
- 李述禹－知名西刀鱼丸面薄小贩，以毕生积蓄长期支持本地华教，因而于1992年获颁林连玉精神奖。

## 影视
- 2011年 正义武馆-在永春会馆取景
- 2012年 半边天
- 2012年 猪仔馆人家-在位于黄金丹绒的一间旧洋房
- 2013年 大舞獅-關聖宮-麻坡關聖宮,麻坡大马路等

## 世界第一
麻坡關聖宮龍獅團曾獲得过36次世界冠軍，45次國內冠軍。
在雲頂世界獅王爭霸賽从第1届到第9届冠军, 都由关圣宫获得。

## 姐妹城市
- 雪蘭莪巴生市
- 霹靂安顺

### 引用
1. ↑   （页面存档备份，存于）|Loceng Dong Son ditemui di Kampung Pencu, Muar.
2. ↑   （页面存档备份，存于）Makam Sultan Melaka di Pagoh|.
3. ↑  .   [2018-03-23]. （原始内容存档于2018-03-24）.
4. ↑  .   [2018-03-23]. （原始内容存档于2018-03-24）.
5. ↑   (pdf). Department of Statistics, Malaysia: 89.   [2023-07-24]. ISBN 978-967-253-697-0. （原始内容存档 (PDF)于2023-07-24） （马来语及英语）.
6. ↑  [https://johor.chinapress.com.my/20200319/%E2%97%A4%E8%A1%8C%E5%8A%A8%E7%AE%A1%E5%88%B614%E5%A4%A9%E2%97%A2%E5%8D%B0%E5%B0%BC%E5%AE%A2%E5%B7%A5%E8%B5%B6%E5%9B%9E%E4%B9%A1-%E9%BA%BB%E5%9D%A1%E6%B8%A1%E8%BD%AE%E7%A0%81%E5%A4%B4-%E4%BA%BA/ （页面存档备份，存于） |date=20200319}}| ◤行动管制14天◢印尼客工赶回乡 麻坡渡轮码头 人头窜动
7. ↑  [https://johor.chinapress.com.my/20240815/%E9%BA%BB%E5%9D%A1%E5%86%8D%E6%B7%BB%E7%8E%8B%E5%86%A0%E5%9C%B0%E6%A0%87-%E5%B0%B1%E5%9C%A8%E9%BB%84%E9%87%91%E4%B8%B9%E7%BB%92%E5%85%AC%E5%9B%AD/ （页面存档备份，存于） |date=20240815}}| 麻坡再添王冠地标 就在黄金丹绒公园
8. ↑  [https://www.enanyang.my/node/26902 |date=20191017}}| 大巴刹

### 书籍
- 麦留芳, 方言群认同 - 早期星马华人的分类法厠, 1987 中央研究院民族学研究所印行 (Institute of Ethnology Academia Sinica, Monograph Series B, No. 14)